# 안테케라

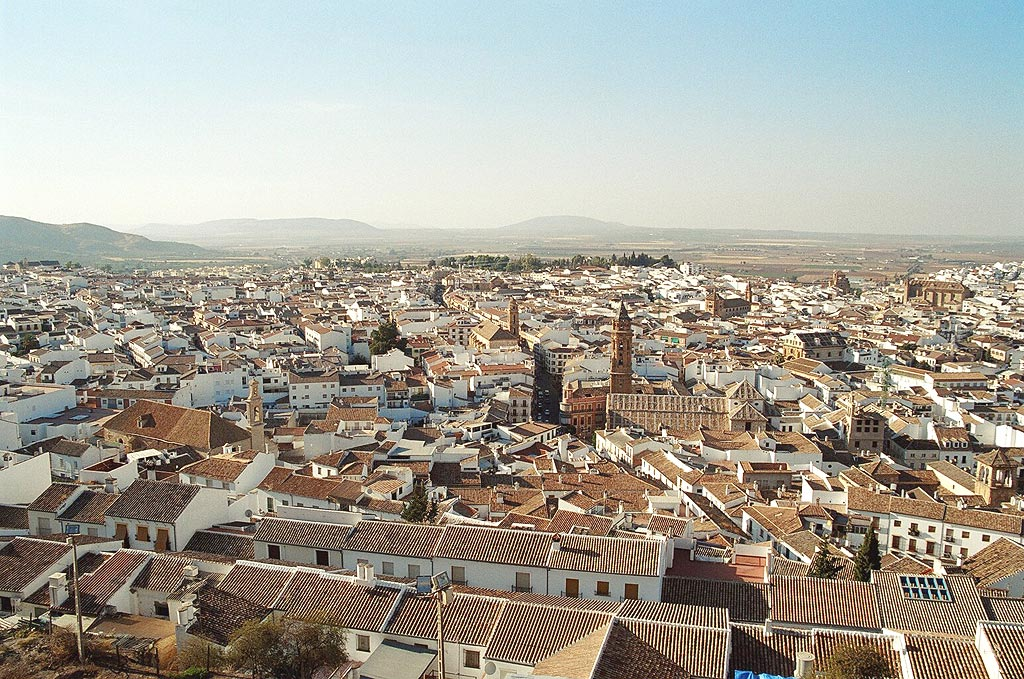
안테케라

안테케라(스페인어: Antequera)는 스페인 안달루시아 지방 말라가주의 도시로 면적은 749.34km2, 높이는 575m, 인구는 41,141명(2015년 기준), 인구 밀도는 55명/km2이다.
말라가에서 북쪽으로 47km 정도 떨어진 곳에 위치한다. 말라가, 그라나다, 코르도바, 세비야를 연결하는 지점에 위치하고 있기 때문에 "안달루시아의 심장"이라는 별칭으로 부르기도 한다.
안테케라에 위치한 엘토르칼(El Torcal) 지구는 유럽에서 규모가 큰 카르스트 지형을 띤 자연 지대이다. 안테케라의 고인돌 유적은 유네스코 세계유산으로 지정되어 있다.

시기
시 문장